# قلبي بيرتاحلك (ألبوم)

قلبي بيرتاحلك هو البوم للفنانة السورية أصالة نصري، تم إصداره عام 1998.

## قائمة الأغاني
- اسكت بقي  - 4:11
- انتهينا من العتاب  - 13:11
- علي مانت  - 6:27
- قلبي بيرتاحلك  - 4:52
- كتر الله خيرك - 4:57
- لتاني مره - 6:57
- لما جت عينك في عيني - 5:09
- ياخالي  - 6:37